# باشگاه فوتبال اشبورن ۱
باشگاه فوتبال اشبورن ۱ (انگلیسی: 1. FC Eschborn) یک باشگاه حرفه ای فوتبال در آلمان است.